# Сарнув (Гливицький повіт)
Са́рнув (пол. Sarnów) — село в Польщі, у гміні Тошек Гливицького повіту Сілезького воєводства.
Населення — 391 особа (2011).
У 1975—1998 роках село належало до Катовицького воєводства.

## Демографія
Демографічна структура станом на 31 березня 2011 року:
|          | Загалом | Допрацездатний вік | Працездатний вік | Постпрацездатний вік |
| -------- | ------- | ------------------ | ---------------- | -------------------- |
| Чоловіки | 202     | 37                 | 138              | 27                   |
| Жінки    | 189     | 37                 | 112              | 40                   |
| Разом    | 391     | 74                 | 250              | 67                   |